# Fiodor Szalapin
Fiodor Iwanowicz Szalapin (ros. Фёдор Иванович Шаляпин; ur. 1 lutego?/13 lutego 1873 w Kazaniu, zm. 12 kwietnia 1938 w Paryżu) – rosyjski bas; obok tenora Enrica Carusa najwybitniejszy śpiewak przełomu XIX i XX wieku, a jednocześnie jeden z największych śpiewaków w historii opery. Geniusz sceny, łączył walory głosowe z wybitnymi zdolnościami aktorskimi, ojciec Feodora Chaliapina.

## Życiorys
Urodził się 13 lutego 1873 w ubogiej rodzinie w okolicach Kazania. Wcześnie udało mu się wstąpić do chóru cerkiewnego. W 1890 był już chórzystą w Operze Kazańskiej, podczas występu w Ufie (w zastępstwie chorego śpiewaka) zadebiutował partią Stolnika w Halce Moniuszki.
W 1892 w Tyflisie odkryty został przez tenora Dmitrija Usatowa, u którego zaczął regularne lekcje śpiewu; w 1893 debiutował jako Mefistofeles w Fauście Gounoda na scenie tamtejszej opery. Śpiewał również na salonach, w 1894 w Petersburgu usłyszała go siostra Michaiła Glinki. Jej przychylna opinia oraz jednego z wpływowych gospodarzy salonu sprawiły, że Szalapin został artystą cesarskich teatrów. Wówczas to rozpoczęła się jego wielka kariera. Występował na scenach operowych Tbilisi, Petersburga (Teatr Maryjski) i Moskwy (od 1896 w operze prywatnej Mamontowa); od 1899 był solistą Teatru Wielkiego w Moskwie. Szalapin był jednym z artystów, którzy docenili wielkość i nowatorstwo opery rosyjskiej; zaprzyjaźnił się z wieloma wybitnymi rosyjskimi twórcami tamtych lat: z Rachmaninowem, Rimskim-Korsakowem, Gorkim, Diagilewem oraz plejadą wybitnych malarzy. Był zapraszany do teatralnej loży cara Mikołaja II i wielokrotnie śpiewał w pałacu carskim.
Odbył wiele zagranicznych tournées artystycznych, występował w najsłynniejszych teatrach operowych świata: w 1901 debiutował w La Scali w Mediolanie (w Mefistofelesie Boita), w 1907 w Metropolitan Opera w Nowym Jorku; od 1905 do 1935 corocznie śpiewał w Monte Carlo, w 1910 w Don Kichocie, w specjalnie dla niego napisanej operze przez Masseneta.
W 1905 r. czasowo stracił pracę za otwarte poparcie protestujących robotników petersburskich. Również w późniejszym okresie opowiadał się za zmianami społecznymi w Rosji.
W 1922 r. opuścił Rosję i zamieszkał w Paryżu. Otrzymywał odznaczenia w czasach panowania Mikołaja II i w początkowym okresie władzy radzieckiej. Jego życie artystyczne i osobiste splatało się z burzliwą historią ojczystego kraju; spotykał się z uwielbieniem, ale też zarzucano mu awanturnictwo, nadużywanie alkoholu oraz skandale alkowy.
Kilkakrotnie śpiewał w Warszawie; podobno gdy go witał tłum na dworcu i proszono by zaśpiewał – Szalapin odpowiedział: „Ja tam nie wasz Janko [Jan Kiepura], cztoby wam na ulicach pieł”. W drodze do niej, 1 grudnia 1936, wystąpił tylko z jednym recitalem w Łodzi, w tamtejszym Teatrze Miejskim.
Jego wybitne operowe partie basowe to: tytułowe w Borysie Godunowie Musorgskiego, w Mefistofelesie Boita, w Don Kichocie Masseneta, Leporello w Don Giovannim Mozarta, Don Basilio w Cyruliku sewilskim Rossiniego, Mefistofeles w Fauście Gounoda, Włodzimierz Halicki i Kończak w Kniaziu Igorze Borodina. Szalapin był też znakomitym wykonawcą pieśni, zwłaszcza kompozytorów rosyjskich.
Zmarł 12 kwietnia 1938 roku w swym domu pod Paryżem, pochowano go na paryskim cmentarzu Batignolles. 29 października 1984 prochy jego spoczęły na Cmentarzu Nowodiewiczym w Moskwie

## Filmografia
- 1915: Car Iwan Groźny jako car Iwan IV Groźny